# Šlimac
Šlimac je naseljeno mjesto u općini Prozor-Rama, Federacija Bosne i Hercegovine, BiH.
Selo je smješteno na padinama Draševa.

## Stanovništvo

### 1991.
Nacionalni sastav stanovništva 1991. godine, bio je sljedeći:
ukupno: 124
- Hrvati - 97
- Muslimani - 27

### 2013.
Nacionalni sastav stanovništva 2013. godine, bio je sljedeći:
ukupno: 88
- Hrvati - 58
- Bošnjaci - 30